# Dorian Gray (film)
A Dorian Gray vagy Dorian Gray arcképe 2009-es brit fantasy-horror filmdráma, amely Oscar Wilde 1890-es Dorian Gray arcképe című regénye alapján készült. Az adaptációt Oliver Parker rendezte, Toby Finlay írta (ez az első forgatókönyve), és Ben Barnes alakítja Dorian Grayt, Colin Firth pedig Lord Henry Wottont. 
A filmet 2009. szeptember 9-én mutatták be Londonban.

## Rövid történet
Egy erkölcstelen fiatalember valahogy örökre megőrzi fiatalos szépségét, de egy különleges festmény fokozatosan felfedi mindenki előtt belső csúfságát.

## Szereplők
| Szerep                | Színész          | Magyar hangja (1. szinkron, 2010) |
| --------------------- | ---------------- | --------------------------------- |
| Dorian Gray           | Ben Barnes       | Moser Károly                      |
| Lord Henry Wotton     | Colin Firth      | Kőszegi Ákos                      |
| Basil Hallward, festő | Ben Chaplin      | Varga Gábor                       |
| Emily Wotton          | Rebecca Hall     | Ruttkay Laura                     |
| Sibyl Vane            | Rachel Hurd-Wood | Czető Zsanett                     |
| James (Jim) Vane      | Johnny Harris    | Holl Nándor                       |
| Agathae               | Fiona Shaw       | Zsolnai Júlia                     |
| Victor                | Pip Torrens      | Rosta Sándor                      |
| Lady Radley           | Caroline Goodall | Réti Szilvia                      |
| Lord Radley           | Michael Culkin   | N/A                               |
| Gladys                | Maryam d’Abo     | Sági Tímea                        |
| Lady Victoria Wotton  | Emilia Fox       | Tóth Szilvia                      |
| Lelkész               | Hugh Ross        | Kapácsy Miklós                    |

## Gyártás
A film forgatása 2008 nyarán kezdődött az Ealing stúdióban és a londoni helyszíneken, és októberben fejeződött be.

## Fogadtatás
A film vegyes kritikákat kapott. 2020 júniusában a film a Rotten Tomatoes oldalán 44%-os értékelést ért el 39 kritika alapján, és 5 pontot szerzett a tízből.